# Roystonea violacea
Roystonea violacea är en enhjärtbladig växtart som beskrevs av Leon. Roystonea violacea ingår i släktet Roystonea och familjen Arecaceae. Inga underarter finns listade i Catalogue of Life.